# Hilaire Rouelle
Hilaire-Marin Rouelle (15. února 1718 v Mathieu – 7. dubna 1779 v Paříži) byl francouzský lékárník a chemik. Je známý tím, že v roce 1773 objevil močovinu. Nebyl však zcela první, neboť holandský vědec Herman Boerhaave izoloval močovinu z moči již v roce 1727.  
Hilaire byl mladším bratrem lékárníka a chemika Guillauma-Françoise Rouelleho. Je proto často uváděn jako le cadet - mladší. Jeho bratr v roce 1754 zavedl do chemie koncept báze jako látky, která reaguje s kyselinou za vzniku soli.

## Život a kariera

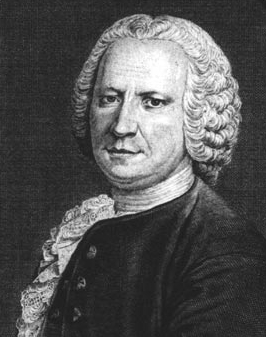
Bratr Guillaume-François Rouelle (1703-1770)

Hilaire-Marin Rouelle se narodil 15. února 1718 v Mathieu. Byl synem Jacquese Rouelleho a jeho manželky Marie Bougon. Vyrůstal v dobře situovaných venkovských rodinných poměrech a již v raném dětství byl velmi zvídavé dítě. Tato zvídavost a příklad bratra v něm probudila nutkání neustále se rozvíjet. Jeho starší bratr Guillaume-François Rouelle (1703-1770) se stal jeho celoživotním vzorem a spolupracovníkem.
V roce 1742 byl jeho starší bratr Guillaume jmenován experimentátorem v Jardin du Roi (Královská zahrada) v Paříži, kde se stal spolupracovníkem významných chemiků, například francouzského myslitele a zakladatele moderní chemie Antoine Lavoisiera. Když bratr Guillaume v roce 1768 odešel do důchodu, Hilaire ho nahradil. Stal se uznávaným pedagogem a v jeho laboratoři pracovali chemici z celé Evropy, například Joseph Louis Proust, Pierre François Chavaneau nebo Fausto Elhúyar. Po smrti svého bratra Rouelle od roku 1770 pořádal kurzy chemie a farmacie v obchodě na Rue Jacob.
V roce 1762 byl jmenován lékárníkem Ludvíka Filipa I. Bourbonského, vévody Orleánského. Tuto funkci zastával až do roku 1775, kdy rezignoval ve prospěch svého synovce Jeana Rouelleho.
Hilaire Rouelle byl členem Královské společnosti pro podporu umění, výroby a obchodu v Londýně, Real Academia Española v Madridu a od roku 1771 Akademie neziskových věd v Erfurtu.

## Výzkum

Močovina (diamid kyseliny uhličité), konečný produkt metabolického rozkladu bílkovin.

- Močovina (diamid kyseliny uhličité), konečný produkt metabolického rozkladu bílkovin.Bratři Rouelleové přinášeli mnoho nových nápadů a měli tak velký vliv na rozvoj moderní organické chemie.
- Hilaire-Marin Rouelle se věnoval izolování a analýze sloučenin v tekutinách obratlovců. Zjistil tak například obsah chloridu vápenatého a chloridu sodného v krvi.
- Věnoval se také chemii cínu, minerálních vod a drahých kamenů.
- Objevil alkalické kovy v různých rostlinách.
- V roce 1773 se mu podařilo izolovat močovinu v lidské moči a také v moči krav a koní. Popsal jí jako matiére savonneuse (mýdlovou látku). Moč se tak stala prvním zvířecím metabolitem (konečný produkt látkové přeměny - metabolismu), který byl izolován v krystalické formě.
- Jeho objev močoviny byl prvním zpochybněním teorie vitalismu, která předpokládala, že látky související s živými bytostmi nepocházejí z běžných chemických sloučenin. Zastánci této teorie tvrdili, že fungování živých organismů nelze vysvětlit pouze fyzikálními a chemickými mechanismy, nýbrž zvláštní životní sílou či energií, latinsky vis vitalis. Syntéza močoviny německým chemikem Friedrichem Wöhlerem v roce 1828 z kyanátu draselného a síranu amonného potvrdila odmítnutí vitalismu a podnítila rozvoj organické chemie.

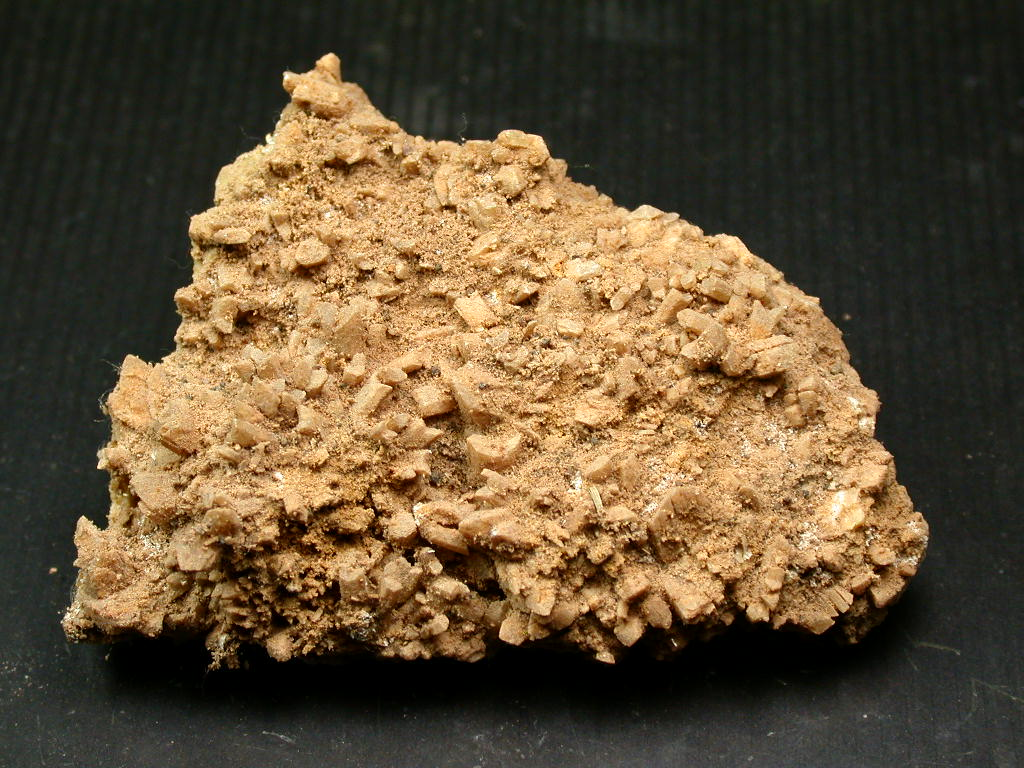
Ledek (nerost nitronatrit, chemicky dusičnan sodný, NaNO_{3})

- Ledek (nerost nitronatrit, chemicky dusičnan sodný, NaNO3)V roce 1773 Hilaire-Marin Rouelle publikoval Tabulku chemické analýzy, souhrn svého učení a učení svého bratra.
- V letech 1773 až 1779 publikoval v Journal de Médecine řadu článků o mléčném cukru, kyselině mravenčí, zelené části rostlin, kyselo-uhličité vodě, hořlavých vlastnostech sirovodíku, složení škrobů, složení krve a vodnatelnosti.
- V roce 1777 publikoval esej o extrakci kyseliny fosforečné ze zvířecích kostí.
- Zabýval se také těžbou a přípravou ledku. Navrhl nové metody jeho výroby, neboť těžba ledku nepostačovala. V roce 1749 navštívil na příkaz vlády několik dolů v Lotrinsku a v roce 1753 odjel do dolů v Auvergne, aby prozkoumal možnosti těžby a velikost ložisek.